# Чумаченко, Анна
А́нна Чумаче́нко (Anna Chumachenco, Ana Chumachenco de Lysy; по происхождению — Анна Борисовна Чумаченко; род. 1945, Падуя, Венеция) — немецкая скрипачка и музыкальный педагог украинского происхождения.

## Биография
Родители — украинские эмигранты.
Обучаться игре на скрипке начала в 4 года под руководством своего отца, бывшего в своё время учеником Леопольда Ауэра. Продолжила учёбу в Буэнос-Айресе в классе Льерко Шпиллера.

### Музыкальная карьера
Начальная скрипичная карьера Анны Чумаченко в Аргентине развивалась стремительно и в 17 она вернулась в Европу, чтобы продолжить своё образование. Через год она выиграла золотую медаль на Конкурсе им. Карла Флеша (1963), а затем серебряную медаль на Конкурсе имени Королевы Елизаветы. В это время она училась у Йожефа Сигети, Шандора Вега и Иегуди Менухина
В 1972 А. Чумаченко вместе со своим мужем скрипачом Оскаром Лысым (Oscar Lysy) основали Мюнхенское струнное трио имени Льерко Шпиллера, в котором Анна Чумаченко до сих пор играет сольную партию.
С этим ансамблем, а также многими другими оркестрами, Анна Чумаченко в качестве солистки концертировала во многих городах мира.
Кроме того она являлась художественным руководителем бернского оркестра Camerata.

### Педагогическая деятельность
В настоящее время является профессором Мюнхенской Высшей школы музыки и Цюрихской высшей школы искусств; в течение 10 лет (1978—1988) была приглашённым профессором в Академии Менухина в Гштаде.
Среди учеников Анны Чумаченко — исполнители мирового уровня, лауреаты международных скрипичных конкурсов, например, Юлия Фишер, Арабелла Штейнбахер (р. 1981), Вильде Франг. Анна Чумаченко — постоянный член жюри многих международных конкурсов, среди которых Конкурс Королевы Елизаветы в Брюсселе, Конкурс скрипачей имени Сибелиуса в Хельсинки, Конкурс ARD в Германии и другие. Член Nippon Music Foundation’s Instrument Loan Committee.

## Известные ученики
- Элизабет Батиашвили
- Алехандро Бустаманте (Alejandro Bustamante)[3]
- Суён Ким
- Линус Рот[4]
- Юлия Фишер
- Вильде Франг
- Е-Юн Чой (Ye-Eun Choi)[5]
- Вероника Эберле (Veronika Eberle)[6]
- Арабелла Штейнбахер (Arabella Steinbacher)
- Юка Цубой (Yuka Tsuboi)
- Диана Адамян (Diana Adamyan)